# ГЕС-ГАЕС Гоенварте
ГЕС-ГАЕС Гоенварте (Hohenwarte) — гідроакумулювальна електростанція в Німеччині на річці Заале (ліва притока Ельби), у федеральній землі Тюрингія.
Обидва її резервуари створені на Заале: верхній греблею Гоенварте, нижній греблею Айхіхт. Таким чином, окрім роботи в режимі гідроакумуляції, станція виробляє електроенергію за рахунок природного припливу річки. Будівництво бетонної греблі Гоенварте розпочалось у 1936 році та завершилось у 1941-му. Окрім забезпечення гідроенергетичних потреб, споруда виконує протиповеневі функції та за рахунок дозування відпуску води здійснює підтримку судноплавства по Ельбі в літній період. Гребля має висоту 75 метрів, довжину 412 метрів та ширину 6,7 метра. Вона створила четверте за об'ємом водосховище в Німеччині — 181 млн м3. Площа його поверхні 7,3 км2, довжина 27 км. По греблі прокладена автомобільна дорога.
В 1942 році станцію Гоенварте обладнали однією турбіною Френсіс потужністю 30 МВт. По завершенні війни вона була розібрана, упакована та відправлена до СРСР як репарації. Проте тут їй так і не знайшли застосування, і в наступному десятилітті повернули до НДР. У 1959 році гідроелектростанція Гоенварте відновила свою роботу. При цьому окрім змонтованої назад першої турбіни на ній встановили ще одну таку ж та додали невелику горизонтальну турбіну потужністю 2,75 МВт, що довело загальну потужність станції до 62,75 МВт.
Крім турбін, ГАЕС обладнана двома насосами сукупною потужністю 34 МВт, які використовуються для запасання води в режимі гідроакумуляції.
Можливо відзначити, що водосховище греблі Айхіхт об'ємом 5,14 млн м3 виконує роль нижнього резервуару також для спорудженої у 1960-х роках ГАЕС Гоенварте ІІ. Крім того, тут діє мала ГЕС потужністю 3,4 МВт.